# Larry Block
Lawrence Joel "Larry" Block (nacido el 30 de octubre de 1942 - 7 de octubre de 2012) es un actor estadounidense de radio, televisión, películas y teatro.
En 1971, Block apareció en Sesame Street como Tom, quien trabajó en Hooper's Store.
Fue un personaje regular en el programa de Joe Frank, Work In Progress en KCRW.